# Emmanuel Tois
Emmanuel Michel François Tois (Le Petit-Quevilly, 28 de setembro de 1965) é um prelado francês da Igreja Católica, atual bispo auxiliar da Arquidiocese de Paris.

## Biografia
Concluiu os estudos na Faculdade de Direito de Rennes e foi aluno da Escola Nacional da Magistratura. Após a experiência como magistrado, ingressou no Seminário de Paris e obteve o bacharelado em teologia.
Foi ordenado diácono em 11 de dezembro de 2011, na Igreja de Nossa Senhora da Arca da Aliança de Paris pelo bispo auxiliar de Paris, Jean-Yves André Michel Nahmias e recebeu a ordenação presbiteral em 30 de junho de 2012, na Catedral de Notre-Dame de Paris pelo cardeal arcebispo de Paris, André Vingt-Trois, sendo incardinado na Arquidiocese de Paris.
Em sua atuação pastoral, foi vigário de Notre-Dame de la Croix entre 2012 e 2017, capelão da Associação dos Magistrados Católicos e dos Oficiais de Justiça de Paris de 2014 a 2021, membro do Conselho Presbiteral entre 2014 e 2017, membro do Colégio de Consultores  de 2015 a 2020, pároco de Notre-Dame du Rosaire entre 2017 e 2021 e reitor do Decanato Alésia-Plaisence de 2018 a 2021. De 2021 a 2023, foi o vigário-geral da Arquidiocese de Paris.
Em 17 de outubro de 2023, o Papa Francisco o nomeou como bispo auxiliar de Paris, atribuindo a sé titular de Vertara. Recebeu a ordenação episcopal em 17 de novembro do mesmo ano, na Igreja de Saint-Sulpice de Paris, das mãos de Laurent Ulrich, arcebispo de Paris, coadjuvado por Jean-Yves André Michel Nahmias, bispo de Meaux e por Philippe Marsset, bispo auxiliar de Paris.